# Porella patens
Porella patens är en mossdjursart som beskrevs av Osburn 1952. Porella patens ingår i släktet Porella och familjen Bryocryptellidae. Inga underarter finns listade i Catalogue of Life.